# 圣热纳维耶夫 (瓦兹省)
圣热纳维耶夫（法語：Sainte-Geneviève）是法国瓦兹省的一个市镇，属于博韦区（Beauvais）诺艾莱县（Noailles）。该市镇总面积8.01平方公里，2009年时的人口为2759人。

## 人口
圣热纳维耶夫人口变化图示